# Condado de Nantou
Nantou (en mandarín Pīnyīn, Nántóu Xiàn; en Hokkien POJ, Lâm-tâu-koān; en Hakka PFS, Nàm-thèu-yen) es un condado de Taiwán. Tiene una población estimada, a fines de 2022, de 479 595 habitantes.
Es el segundo condado más grande de Taiwán. Es también el único condado sin litoral en Taiwán. Su nombre deriva de la palabra aborigen taiwanesa de origen Hoanya Ramtau.
Su zona montañosa lo convierte en un destino turístico; el lago de Sol y Luna se encuentra en este condado. Otras áreas bien conocidas del condado son Hehuanshan y Sitou. Las ciudades notables en el condado son la ciudad de Nantou y la ciudad de Puli. La mariposa del condado de Nantou es la mariposa cola de golondrina de cola ancha (agehana maraho). El té tung-ting de Nantou es uno de los tés oolong más famosos y de mayor calidad que se cultivan en Taiwán.

## Historia
Antes de la llegada de los chinos Han a Nantou, las tribus Atayal, Bunun y Tsou se distribuían por todo el norte y centro de Nantou. Estos grupos fueron pioneros en el desarrollo temprano de las regiones montañosas en Nantou.

### Reino de Tungning
En 1677, Lin Yi (en chino, 林圯), un general bajo el mando de Koxinga, llevó a los soldados a establecer su residencia en Shalianbao (actual Zhushan). Los chinos Han comenzaron a entrar en Nantou a través de dos rutas principales, los ríos Zhuoshui y Maoluo.

### Imperio del Japón
En 1901, durante el gobierno japonés, Nanto Chō (en japonés, 南投廳) fue una de las veinte oficinas administrativas locales establecidas. En 1909, parte de Toroku Chō (斗六廳) se fusionó con Nanto Chō. Una importante reorganización ocurrió en 1920, en la cual el área fue administrada bajo la prefectura de Taichū junto con el actual condado de Changhua y la ciudad de Taichung.

### República de China
Después de la entrega de Taiwán de Japón a la República de China el 25 de octubre de 1945, la zona actual del condado de Nantou fue administrada bajo el condado de Taichung de la provincia de Taiwán. El 16 de agosto de 1950, el condado de Nantou fue fundado tras su separación del condado de Taichung, y el municipio de Nantou fue designado la sede del condado. El 1 de julio de 1957, el nuevo pueblo de Zhongxing en el municipio de Nantou fue designado la capital de la provincia de Taiwán en lugar de la antigua ciudad de Taipéi. En 1981, la sede del condado se actualizó del municipio de Nantou a ciudad de Nantou.

## Geografía

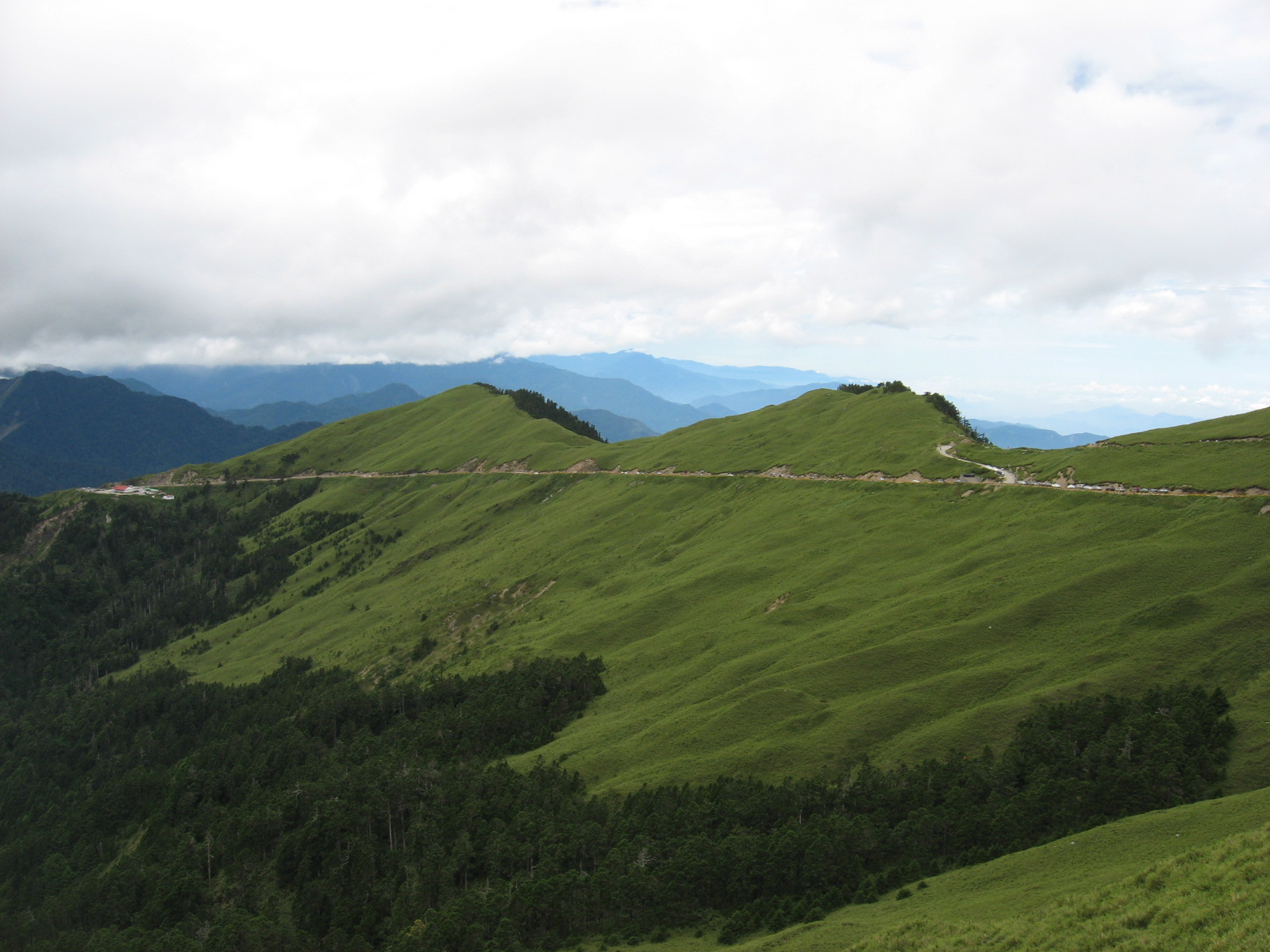
Hehuanshan es una de las montañas más altas en el condado de Nantou.

El condado de Nantou tiene un área de 4106.44 km², con un ancho de 72 km y una longitud de 95 km. Es el segundo condado más grande de Taiwán después del condado de Hualien.
Hay 41 montañas con picos de más de 3000 metros de altura. El monte Yu, en el municipio de Xinyi, es el pico más alto del condado de Nantou y de Taiwán, con una altura de 3952 metros. Alrededor del 83% del área del condado de Nantou está cubierta por colinas y montañas.
La lluvia que cae en el área de las montañas converge en el río Dadu y el río Zhuoshui. Hay estanques interiores y lagos a lo largo de las montañas del condado, como el lago de Sol y Luna, Bi Pond, Liyu Pond y Cilin Pond.

### Clima
La temperatura promedio anual en el condado de Nantou es de 23 °C en el llano y 20 °C en las montañas. Las precipitaciones medias anuales son de menos de 1750 mm en el llano y 2800 mm en las montañas. La temporada de lluvias va de abril a septiembre y la estación seca va de octubre a marzo.

### Divisiones administrativas
El condado de Nantou consta de 1 ciudad, 4 municipios urbanos, 6 municipios rurales, 2 pueblos indígenas de montaña, 128 aldeas y 133 barrios. La ciudad de Nantou es la sede del condado donde se encuentra el Gobierno del Condado de Nantou y el Consejo del Condado de Nantou.
| Tipo                            | Nombre    | Chino  | Taiwanés   | Hakka      | Formosano             |
| ------------------------------- | --------- | ------ | ---------- | ---------- | --------------------- |
| Ciudad                          | Nantou    | 南投市 | Lâm-tâu    | Nàm-thèu   |                       |
| Municipios urbanos              | Caotun    | 草屯鎮 | Chháu-tūn  | Chhó-thùn  |                       |
| Municipios urbanos              | Jiji      | 集集鎮 | Chi̍p-chi̍p  | Si̍p-si̍p    |                       |
| Municipios urbanos              | Puli      | 埔里鎮 | Po͘-lí      | Phû-lî     |                       |
| Municipios urbanos              | Zhushan   | 竹山鎮 | Tek-san    | Tsuk-sân   |                       |
| Municipios rurales              | Guoxing   | 國姓鄉 | Kok-sèng   | Koet-siang |                       |
| Municipios rurales              | Lugu      | 鹿谷鄉 | Lo̍k-kok    | Lu̍k-kuk    |                       |
| Municipios rurales              | Mingjian  | 名間鄉 | Bêng-kan   | Miàng-kiên |                       |
| Municipios rurales              | Shuili    | 水里鄉 | Chúi-lí    | Súi-lî     |                       |
| Municipios rurales              | Yuchi     | 魚池鄉 | Hî-tî      | ǸG-tshṳ̀    | Thao                  |
| Municipios rurales              | Zhongliao | 中寮鄉 | Tiong-liâu | Chûng-liàu |                       |
| Municipios indígenas de montaña | Ren'ai    | 仁愛鄉 | Jîn-ài     | Yìn-oi     | Atayal, Bunun, Seediq |
| Municipios indígenas de montaña | Xinyi     | 信義鄉 | Sìn-Gī     | Pecado-ngi | Bunun                 |

Los colores indican el estado de lenguas común de Hakka y Formosanas dentro de cada división.